# 阿尔坎杰罗·科雷利
阿尔坎杰罗·科雷利（義大利語：Arcangelo Corelli(arˈkan.dʒe.lo koˈrel.li)，1653年2月17日—1713年1月8日），是巴洛克時期最有影響力的意大利小提琴家和作曲家，他幾乎只為弦樂器創作。在器樂領域裡，佔有很重要的地位，人稱「現代小提琴技巧創建者」及「大協奏曲之父」。

## 生平
科雷利出生在波隆那附近的小城鎮，十三歲開始學習小提琴，二十一歲時去了羅馬，很快地就成被人們視為一位具有高超技巧的小提琴家和傑出的指揮家，在當時也為一些重要的音樂贊助者演奏。他曾經受雇於兩位出身貴族家庭的樞機，並帶領一支歌劇管弦樂團，最後死在羅馬。

## 作品
由於科雷利風格的純粹和形式上的平衡，長久以來被公認為風格的典範。他的作品曾多次出版，並在他逝世後一個世紀在音樂會節目中保有一席之地。他一生共有六套為弦樂器而作的作品得以出版：
- 作品第一號：《12首三重教堂奏鳴曲》（羅馬，1681），為兩把小提琴、大提琴、或低音提琴以及管風琴而作，献给瑞典女王克里斯蒂娜；
- 作品第二號：《11首室內奏鳴曲》（羅馬，1685），為兩把小提琴、大提琴和羽管鍵琴而作，献给帕姆非利樞機；
- 作品第三號：《12首教堂奏鳴曲》（羅馬，1689），為兩把小提琴、大提琴、和低音魯特琴和管風琴，献给莫迪那公爵；
- 作品第四號：《12首室內奏鳴曲》（羅馬，1694），兩把小提琴，大提琴，献给奧托波尼樞機；
- 作品第五號：《6首教堂奏鳴曲》，《5首室內奏鳴曲》和一首福利亚舞曲（羅馬，1700），為獨奏小提琴，大提琴和羽管風琴而作，献给布蘭登堡的女選帝候索菲夏洛特；
- 作品第六號：《12首大協奏曲》（阿姆斯特丹，1714），為兩把小提琴和琴的獨奏重奏曲和兩把小提琴、中提琴和低音提琴的協奏組而作，這部作品是柯瑞里的學生佛納里在柯瑞里逝世後一年根據手稿出版的。